# 埃尔滕多夫
埃尔滕多夫是奥地利布尔根兰州延纳斯多夫县的一个市镇。总面积20.58平方公里，总人口1017人，人口密度49.4人/平方公里（2001年）。